# 渡党
渡党（わたりとう）は、『諏訪大明神絵詞』（1356年）に記された、14世紀初頭の蝦夷島（えぞがしま）に居住していた3つの集団のひとつである。道南（北海道渡島半島を中心とする地域）の住民であったと考えられ、近世アイヌを彷彿とさせる文化的特徴をもっていた。他の2集団は北海道太平洋側のアイヌと推定される日ノモト（ひのもと）、同じく日本海側のアイヌを指すと思われる唐子（からこ）であるが、渡党はかれらとは異なり「和国の人」とのコミュニケーションが可能で、津軽海峡を往来して交易を行っていたという。渡党は境界的な性格をもつ交易民であり、和人系アイヌ・アイヌ系和人の両属的集団であった。そのなかには逃亡や流刑のために本州から北海道に渡った人々の子孫も含まれていたとも言われる。

## 概要
延文元年（1356年）に書かれた『諏訪大明神絵詞』によると、「蝦夷ガ千島」には日ノモト、唐子、渡党の三種が住んでおり、このうち渡党は髭が濃く多毛であるが和人に似て言葉が通じ、津軽や外が浜に往来し交易に従事したとされる。
当時の「蝦夷（えぞ）」については、中央政権から見て辺境に住む辺民を指したものであるとする説も有力ではあるが、アイヌを指すとする意見が主流である。そのアイヌ文化は、前代の擦文文化（北海道、樺太南部から青森県にかけて広がる）を継承しつつオホーツク文化と融合し、和人の文化を摂取して生まれたと考えられている。その成立時期は13世紀ころと見られており、また擦文文化とアイヌ文化の生活体系の最も大きな違いは、本州方面からの移入品（特に鉄製品）の量的増大にあり、アイヌ文化は交易に大きく依存していたことから、アイヌ文化を生んだ契機に本州方面との交渉の増大があると考えられている。擦文時代の渡島半島には、擦文文化と本州方面の土師器文化の間に生じたクレオール的文化である青苗文化が成立していたことから、渡党は、本州方面の土師器文化を受け入れた元擦文文化人であったと考えられ、和人とアイヌとの交渉に携わったと考えられている。一般的には蝦夷地南部に居住していたとされているが、その活動範囲は北は胆振勇払の鵡川から後志の余市（『新羅之記録』）、南は下北半島、津軽半島一帯に及んでいたと考えられている。

道南十二館

彼らは、鎌倉幕府北条氏より蝦夷管領（または蝦夷代官）に任ぜられた豪族である安藤氏（安東氏）の支配下に置かれ、上述したとおり蝦夷と見なされていた。安藤氏は、配下の武将を道南十二館に配置していたと伝えられている。
『諏訪大明神絵詞』成立後の14世紀後半から和人の北海道への進出が本格化し、15世紀には渡島半島南端に和人の館が築かれたが、『福山秘府』などの後世の松前藩の文献では、道南十二館の館主は渡党であると記されている。また、『寛永諸家系図伝』では、松前氏の祖とされる武田信広は和多利党（わたりとう）のリーダー格であるかのように描写されており、アイヌとの交易活動を行っていた信広の海商的実態がうかがわれる。
康正2年（1456年）安藤氏の後裔とされる安東政季は、茂別館館主の安東家政（下国守護）、大館館主の下国定季（松前守護）、花沢館館主の蠣崎季繁（上国守護）の3名を「守護」に任じ他の館主を統率させたが、翌長禄元年（1457年）のコシャマインの戦いや永正9年（1512年）のショヤ・コウジの戦いを通じ蠣崎氏が勢力を拡大、永正11年（1514年）以降、蠣崎義広が上国松前両守護職となり（下国守護安東氏は既に15世紀末に蠣崎氏の庇護下にあった）、他の館主に優越することとなった。文禄元年（1593年）、松前慶広が豊臣秀吉から蝦夷島主として承認され安東氏から名実ともに独立し、続く江戸時代に幕藩体制のもと松前藩が確立した。

## 交易の民
北方諸民族は山丹貿易などの交易に携わっていたが、特にアイヌは和人や大陸との交易なしでは生活必需品が確保できない文化を形成しており（鉄製品と漆器、絹織物など）、彼らと和人の仲介役として渡党が活躍した。
志苔館跡（函館市）からは、15世紀前半ごろ埋蔵と推定されている甕の中から計40万枚にのぼる主に中国の古銭が発掘されており、これは日本国内で1カ所から発掘された古銭としては最大級の量である。
松前藩では、蝦夷地に藩主自ら交易船を送り、家臣に対する知行も、蝦夷地に商場（あきないば）を割り当て交易船を送る権利を認めるという形でなされており、武士と商人の兼業のような形態であった。

## 和人か、アイヌか
渡党の来歴についてはいくつかの説がある。
元北海道開拓記念館学芸員の海保嶺夫は、渡党とは「本州から渡ってきた党類」の謂いで、当時の西国にみられたような「悪党」的性格をもつ人々が蝦夷化したものと解釈した。この説に拠れば渡党のルーツは和人ということになる。時代の下った近世の文献である松前藩の歴史書『新羅之記録』では、渡党は和人が蝦夷地へ渡った一党であるとしている。
一方、考古学者の瀬川拓郎（元旭川市博物館長）は、渡党を道南日本海側に成立した古代青苗文化の負荷者の後裔に比定した。瀬川の考察によると、渡党は元来擦文人、アイヌに帰属意識をもつ集団であったが、道南に進出してきた和人が既存の渡党の交易体制に影響を与える過程で自ら渡党を名乗るようになった。結果として渡党は次第に和人化していったと瀬川は推察する。
また、15世紀中葉のコシャマインの戦いに始まる戦乱の時代に、和人とアイヌの対立軸が鮮明となるなかで、アイヌ系・和人系の渡党はいずれかの勢力に組み込まれて吸収されていったという関口明らの見方もある。
平山裕人は渡党を前期と後期に分け、14世紀には渡島半島から北東北に渡ってくるアイヌの交易者が渡党の主体であったのに対し、15世紀には和人の交易者に遷移していったのだろうとの見解を示した。

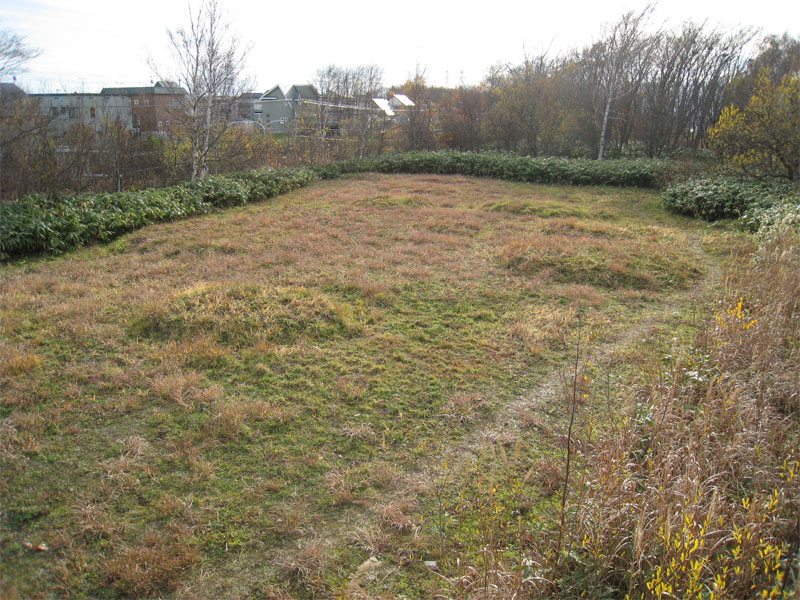
江別古墳群

北海道江別市の国指定、江別古墳群の調査では、6世紀段階で既に北海道央部で広く和人が生活していた痕跡が確認されている。また、千歳市に所在する14世紀から15世紀にかけての集落遺跡、末広遺跡では、アイヌ集落の27基の墓のうち2基は和人特有の埋葬法がなされており、当時、アイヌと和人の混住があったとみられる。『新羅之記録』でも、上述のように鵡川と余市を結ぶ線以南には広く和人が暮らしていたことを記している。これによれば、少なくともコシャマインの戦いの前までは、アイヌと和人が平和的に共存していたといえるが、それが可能であったのは両者を対等に結びつける交易があったからで、ラッコ皮、熊皮、昆布、鮭、鷲羽などの蝦夷地の産物が日本市場で重要な品目となるのは、やはり14世紀から15世紀にかけてのことだったのである。
なお、建久2年（1192年）源頼朝が重犯罪人を蝦夷地へ流刑とするように奏上し、実際に以降は強盗などを流刑としている。また、頼朝の奥州藤原氏征討から逃れた藤原氏被官も蝦夷地に渡ったと考えられている。『新羅之記録』には、頼朝による奥州合戦から逃れた者と流人の子孫が渡党である旨の記載があり、北海道庁『北海道史第一』（1918年）には、戦乱を逃れた和人、漂流者及び出稼ぎ者が渡党となったとの記載がある。また、『福山秘府』や『松前志』は、かつての道南の舘主らは渡党であったとしている。入間田宣夫は、安東太師季の渡島半島への渡海に随行して現地の守護職やその輔佐に任命された人々は、北東北の浪人衆やそれに類する人々であり、その一部は鎌倉時代の北条氏被官の後裔であったと想定している。ただし、奥州藤原氏自体が、当時の朝廷などから夷と呼ばれており、その影響から喜田貞吉ら戦前の研究者は、「和人化したアイヌ＝東北地方の蝦夷」が蝦夷地へ渡ったものと唱え、長らく学会の定説となってきた。
昭和25年（1950年）、奥州藤原氏のミイラ調査の結果、アイヌの特色は見られず、特に藤原秀衡には当時のアイヌ人に存在しない歯槽膿漏が見られたことから和人であるとの鑑定が出ている。しかし4代に亘って和人と雑婚していれば和人化するとの意見もあり、結論は出ていない。
近年では、中世における「蝦夷」概念自体を再び見直し、アイヌ文化を受容した本州方面からの渡航者である渡党を含むとする意見もあり、渡党についての民族的所見はいまだ固まっていないのが現状である。